# Finocchiona
La finocchiona est une charcuterie typique de la Toscane (Italie), notamment de la région de Florence, fabriquée avec de la viande de porc hachée aromatisée avec des graines de fenouil et trempée dans du vin rouge.

## Histoire
Son origine remonte probablement à la fin du Moyen Âge ou à la Renaissance : Nicolas Machiavel en aurait été un amateur tel qu’elle aurait été obligatoirement présente à tous ses dîners,. Initialement très répandue dans la région de Florence (sa paternité est revendiquée par les deux villes de Campi Bisenzio et Greve in Chianti), elle s’est ensuite propagée à travers le pays puis à l’étranger.
L'utilisation du fenouil était une alternative au poivre (un ingrédient clé du salami), qui était très cher à l'époque, alors que le fenouil poussait à l'état sauvage et abondant dans la campagne toscane,. Le fenouil est riche en menthol, et en raison de ses qualités anesthésiantes, la finocchiona était régulièrement offerte par les vignerons de la région du Chianti à leurs clients avant de déguster leurs vins de moindre qualité pour masquer leur goût. Son nom dérive de finocchio, le nom italien du fenouil.
Le 22 avril 2015, la finocchiona a été reconnue comme un produit Indicazione geografica protetta (IGP).

## Préparation
Les pièces privilégiées sont la panse, la joue et l'épaule de porc issues d'un long processus de vieillissement. La typicité de la viande provient de la présence de graines de fenouil dans la pâte. Elle est fermentée puis séchée pendant au moins cinq mois.
La finocchiona est emballée sous une forme arrondie plus grande que celle d'un salami classique.
Il existe également une variante, préparée avec une pâte grossière, qui subit une maturation courte (pas plus d'un mois). Le produit doit être coupé en tranches plus larges que la finocchiona se consomme à l'aide d'une fourchette et d'un couteau parce qu'il a tendance à se déchirer ; cette caractéristique lui a donné son nom de sbriciolona.
La finocchiona accompagne le ciambellino pour le petit déjeuner de Pâques, dans le Val di Chiana.